# Kundasala
Kundasala o Kundasale és avui dia un suburbi de la ciutat de Kandy al districte de Kandy, Província Central, a Sri Lanka. La població es troba a uns 7 a l'est-sud-est de Kandy, a la riba nord del riu Mahaweli. La població és al torn del 15.000 habitants.

## Història
Kundasala fou sovint la residència del rei al primer terç del segle xviii i, per tant, capital de fet del regne de Kandy. El rei Vira Nahendra Sinha vivia a Kundasala quan els seus magatzems i tresors a Hanguranketa es van cremar en un incendi accidental el 1731; el rei era popularment conegut com el "Kundasala" pel seu lloc de residència i allí va morir el 13 de maig de 1739. El 1765, davant l'ofensiva holandesa, el rei va abandonar Kandy i es va retirar a Hanguranketa; els holandesos van travessar el riu i Van Eck es va establir al palau reial de Kandy que fou saquejat; després van seguir cap a Kundasala on també van saquejar el palau (febrer de 1765) i el 24 de febrer 900 homes foren enviats cap a Hanguranketa a perseguir al rei, el qual es va retirar cap a les muntanyes fins a Badulla; el palau d'Hanguranketa fou saquejat com els altres; després els holandesos van començar a retornar a Colombo però el camí de tornada cada racó fou una emboscada. Després de la pau del 14 de febrer de 1766 el rei va retornar a Kandy i va construir un nou temple a Kundasala.